# Jiří Pešek
Jiří Pešek (Prága, 1927. június 4. – 2011. május 20.) cseh labdarúgócsatár, edző. 1954-ben ő lett a csehszlovák bajnokság gólkirálya.
A csehszlovák válogatott tagjaként részt vett az 1954-es labdarúgó-világbajnokságon.